# Rhynchospora kunthii
Rhynchospora kunthii är en halvgräsart som beskrevs av Christian Gottfried Daniel Nees von Esenbeck och Carl Sigismund Kunth. Rhynchospora kunthii ingår i släktet småag, och familjen halvgräs. Inga underarter finns listade i Catalogue of Life.